# Square Louvois
Square Louvois je square v Paříži ve 2. obvodu. Spolu se Square Jacques-Bidault, jsou to jediné dvě zelené plochy v tomto městském obvodu. Náměstí bylo pojmenováno po bývalém paláci markýze Françoise Michela Le Tellier de Louvois (1641-1691), ministra Ludvíka XIV.

## Historie
Náměstí se nachází na místě operního domu, který v letech 1794-1820 sloužil Pařížské opeře. V roce 1820 byl u východu z opery zavražděn Charles Ferdinand d'Artois, synovec Ludvíka XVIII. a druhorozený syn budoucího krále Karla X. Budova byla proto zbořena a na místo ní měla vzniknout kaple. K její výstavbě však nedošlo kvůli Červencové revoluci roku 1830. V roce 1839 zde bylo vytvořeno náměstí pod jménem Place Richelieu. V roce 1844 vytvořil uprostřed náměstí francouzský architekt Louis Visconti Louvoisovu fontánu na příkaz krále Ludvíka Filipa.
Náměstí prošlo úpravou během přestavby Paříže za vlády Napoleona III. Architekt Gabriel-Jean-Antoine Davioud a inženýr Jean-Charles Alphand jej přeměnili na park o rozloze 1925 m2, který byl slavnostně otevřen 15. srpna 1859.

## Popis
Square je obklopeno ulicemi Rue de Louvois na severu, Rue de Richelieu na východě (budovou Francouzské národní knihovny), Rue Rameau na jihu a Rue Lulli na západě.